# Damaeus bulbipedata
Damaeus bulbipedata är en kvalsterart som beskrevs av Alpheus Spring Packard 1887. Damaeus bulbipedata ingår i släktet Damaeus och familjen Damaeidae. Inga underarter finns listade i Catalogue of Life.